# 444-es főút (Magyarország)
A 444-es főút egy 12,5 km hosszú, három számjegyű országos közút Békés vármegye székhelyén, Békéscsaba területén. A belvárostól délre húzódik, a 44-es főút régi, a belterületeken végighúzódó nyomvonalát (a mai 446-os főutat) köti össze egyrészt Békéscsaba vasútállomás térségével, a Szabadkígyós és Csanádapáca felé vezető mellékutakkal, illetve a 47-es főúttal és a 44-es főúttal, valamint az ezekhez kapcsolódó ipari területekkel.

## Nyomvonala
A 446-os főútból ágazik ki, annak 5,250-es kilométerszelvényénél, délnyugati irányban, még a várost övező körgáton kívül, Bajza utca néven. A körgátat bő 200 méter után keresztezi, nem sokkal utána kicsit nyugatabbra fordul, de korábbi nevét ezután is megőrzi. Keresztezi az Élővíz-csatornát, majd a Penza-lakótelepen halad keresztül immár Bánszki utcaként. A Szabadság tér – Dózsa György út csomópontja után érinti a Békés Vármegyei Rendőr-főkapitányság központi objektumait is, immár Bartók Béla út néven.
Majdnem pontosan a 2. kilométerénél beletorkollik a 4457-es út, észak-északnyugati irányból, itt az út már egészen délnyugati irányt követ. 2,7 kilométer után egy újabb nagy kereszteződése jön: délkelet felé a 44 153-as út indul innen a várostól délre fekvő iparterülete és a Kenderföldek felé, északnyugatnak pedig a 44 338-as út ágazik ki, Békéscsaba vasútállomás és az autóbusz-pályaudvar irányába.
A 444-es út innentől az Erzsébet híd nevet veszi fel, így halad át a békéscsabai vasútállomás nagy számú, túlnyomórészt teherforgalmi vágánya fölött. A nyugati hídfőn túljutva az Orosházi út nevet veszi fel, majd beletorkollik abba a körforgalmú csomópontba, amelyből délkeleti irányba pedig a 4433-as út folytatódik ugyanonnan, Kétegyháza felé.
Az út a körforgalom után Orosházi útként folytatódik, Erzsébethely városrészen keresztül, majd ennek elhagyása után északi részén a Fürjesikertek elnevezésű kertesházas-tanyás terület, az út déli oldala mentén az egykori Dugovics Titusz katonai laktanya, illetve az annak helyén létesült szolgáltatói övezet helyezkedik el. Ezt követően a város iparterületén vezet az út, tőle délre egy már beépített, aktív iparterület kap helyet, tőle északra pedig a város egy 2020-ban kialakított, még üresen álló, de a szükséges alapinfrastruktúrával rendelkező iparterülete található. Ezeket követően továbbra is a Fürjesi, illetve a Kereki tanyák peremén halad, előbbi terület az út északi, utóbbi a déli oldalára esik.
A felüljáró utáni körforgalomtól számítva c. 3,8 km után az út újabb körforgalmú csomópontba érkezik, innen ágazik ki belőle nyugati irányba a 4432-es közút, Csanádapáca és Makó felé. A 444-es főút itt északi irányba indul, a Fürjesi tanyák területén át. A körforgalomtól c. 2,8 kilométerre szintbeni csomóponttal keresztezi a Szeged–Kötegyán-vasútvonalat, annak megállóhelye, a Fürjes megállóhely mellett is elhaladva. Ezután nem sokkal újabb körforgalmú csomópontba érkezik, a 47-es főút keresztezi. Ettől a körforgalomtól továbbra is északra halad, immár a Felsőnyomás elnevezésű tanyasi területen át. 1,8 km megtétele után az út a 44-es főútba csatlakozik körforgalmú csomóponttal.

## Települések az út mentén
- Békéscsaba

## Története

### Az Orosházi út – Fürjesi út szakasz
Az M44-es autóút békéscsabai szakaszán két csomópont került kialakításra: egy különszintű átkötés a 44-es főút MAVIR-villanytelep melletti szakaszára, illetve az út végét képző szintbeni körforgalmú csomópont a meglévő északnyugati elkerülőúthoz és a 47-es főúthoz kapcsolódóan. Előbbi csomópontnak a rövidtávú célja az volt, hogy a város majdani nyugati elkerülőútjának – az úgynevezett Fürjesi elkerülőhöz – biztosítson csatlakozási lehetőséget, mely az Orosházi út (akkori 4432-es mellékút), a 47-es főút és a 44-es főút között kerül kiépítésre, majd a 44-es út érintett, észak–déli szakasza felújításra kerül. Az Orosházi út 2100 méter hosszan történő burkolatfelújítása, szélesítése, illetve az iparterület megközelítését szolgáló új járműosztályozó csomópont létesítése is a program részét képezte.
A létesítmény elvi célja a Dél-Békési térségből – így Csabaszabadi, Csanádapáca útirányból – érkező nehézgépjárművek elkerülő úton történő eljuttatása volt az M44-es autóútra, a város belterületének, így Jamina kertvárosának, a vasútállomás és az autóbusz-állomás térségének, valamint a Kazinczy- és a Millennium lakótelep érintése nélkül, a Temető sor – Szabolcs utca – Szarvasi út vonalának tehermentesítésével.
A kivitelezés tenderét 2019. augusztásában a Duna Aszfalt nyerte. A munkaterület 2020. márciusában került átadásra. Az új nyugati elkerülő az Orosházi út és a 47-es főút között az egykori Szabadság Tsz. leromlott aszfaltburkolatú útjának nyomvonalán, a 47-es út és a 44-es út között pedig egy tanyasi dűlőút nyomvonalán épült meg. Az út átadása 2021. decemberében történt meg. Ezt követően az Orosházi útnak a Kígyósi út (4433-as mellékút) körforgalmú csomópontjától az új elkerülőút csomópontjáig terjedő szakasza, valamint az új, fürjesi elkerülőút a 444-es számozást vette fel. A 4432-es, Makó-Békéscsaba mellékút kezdőpontja így az Orosházi út-Fürjesi út körforgalmú csomópontja lett. Az átadást követően az M44-es út érintett csomópontja a Kecskemét felől érkező oldalon a Békéscsaba nyugati elkerülő / Csanádapáca elnevezést vette fel, a korábbi Békéscsaba nyugat helyett.